# Бейраванд, Алиреза
Алиреза Бейраванд (перс. علیرضا بیرانوند‎; 21 сентября 1992, Сараб-э Яс) — иранский футболист, вратарь клуба «Трактор» и сборной Ирана.

## Ранние годы
Алиреза Бейраванд родился в курдской семье принадлежащей к племени лакам, в деревне Сараб-э Яс в провинции Лурестан. Его семья занималась разведение овец, вела кочевой образ жизни, переезжая на новые места в поисках пастбищ для своего стада. Алиреза был старшим из детей в семье, с ранних лет помогал родителям пасти овец. В детстве увлёкся футболом, также играл в местную игру дал-паран, в которой требуется бросать камни на большое расстояние.
Когда Бейраванду было 12 лет, его семья осела в Сараб-э Ясе. Тогда Алиреза начал заниматься футболом в местной команде. Поначалу он играл на позиции нападающего, но однажды подменил травмированного вратаря команды и, хорошо проявив себя в новой роли, стал основным вратарём команды. Несмотря на возражения отца, уже в юном возрасте Бейраванд решил стать футбольным вратарём. По воспоминаниям Алирезы, отец настолько противился желанию сына стать футболистом, что резал его униформу и перчатки. Бейраванд сбежал из дома и отправился в Тегеран в надежде устроиться в большой футбольный клуб. Там его приметил тренер Хоссейн Фейз, взявшийся тренировать молодого футболиста. Первое время Алиреза ночевал на улице, затем в здании швейной фабрики, где работал днём. Следующим его местом работы стала мойка машин, где благодаря высокому росту Бейраванд хорошо справлялся с мытьём внедорожников.
Даже после того, как Бейраванд перешёл в молодёжную команду профессионального клуба «Нафт Тегеран», он продолжал работать сперва в пиццерии, а затем дворником. Из «Нафта» его Алирезу выгнали, поскольку он получил травму и в это время тренировался с другим клубом. Он попытался устроиться в клуб «Хома», но там после просмотра не стали предлагать ему контракт. Через некоторое время ему разрешили вернуться в «Нафт», где он в итоге смог пробиться в основной состав.

## Клубная карьера
Алиреза Бейраванд начинал свою профессиональную карьеру футболиста в клубе Про-лиги «Нафт Тегеран». 25 октября 2011 года он дебютировал на профессиональном уровне в Кубке Ирана в поединке с командой «Дамаш Гилян». В сезоне 2013/14 Бейраванд впервые играл роль основного голкипера в клубе, а «Нафт Тегеран» стал третьим в чемпионате. 23 марта 2014 года он продлил свой контракт с клубом до 2019 года.
«Персеполис» неоднократно проявлял интерес к вратарю «Нафт Тегерана», но руководство последнего не отпускало игрока. Наконец 16 мая 2016 года после окончания сезона 2015/16 Бейраванд подписал двухлетнее соглашение с «Персеполисом».
В июле 2020 года Бейраванд перешёл в бельгийский клуб «Антверпен», с которым заключил контракт на три года.

## Карьера в сборной
4 января 2015 года Алиреза Бейраванд дебютировал в составе сборной Ирана в товарищеском матче против команды Ирака. Он был включён в состав национальной сборной на Кубок Азии 2015 года в Австралии, но на поле так и не появился. Бейраванд занял место основного голкипера Ирана в отборочном турнире чемпионата мира 2018 года. В 13 матчах этого цикла подряд он сохранял свои ворота в неприкосновенности, серия прервалась в последнем, не имеющем для иранцев турнирного значения домашнем матче против Сирии. В ЧМ-2018 команда Бейраванда попала в группу B и играла с такими командами, как Марокко (1:0), Испания (0:1), Португалия (1:1). Алиреза провёл все три матча, пропустил два мяча. В последнем матче в групповом этапе против команды сборной Португалии Алиреза Бейраванд отразил пенальти в исполнении Криштиану Роналду.

## Достижения

### Клубные
«Персеполис»
- Чемпион Ирана (6): 2016/17, 2017/18, 2018/19, 2019/20, 2022/23, 2023/24
- Обладатель Кубка Ирана (2): 2018/19, 2022/23
- Обладатель Суперкубка Ирана: 2017

«Трактор»
- Чемпион Ирана: 2024/25

### Личные
- Лучший вратарь чемпионата Ирана:  2014/15, 2016/17, 2017/18, 2018/19
- Футболист года в Иране[англ.]: 2019[10]

## Статистика
|              |               |         | Лига  | Лига | Кубок | Кубок | Азия  | Азия | Европа | Европа | Всего | Всего |
| Клуб         | Лига          | Сезон   | Матчи | Голы | Матчи | Голы  | Матчи | Голы | Матчи  | Голы   | Матчи | Голы  |
| ------------ | ------------- | ------- | ----- | ---- | ----- | ----- | ----- | ---- | ------ | ------ | ----- | ----- |
| Нафт Тегеран | Про-лига      | 2011/12 | 0     | 0    | 1     | 0     | −     | −    | −      | −      | 1     | 0     |
| Нафт Тегеран | Про-лига      | 2012/13 | 1     | −2   | 0     | 0     | −     | −    | −      | −      | 1     | −2    |
| Нафт Тегеран | Про-лига      | 2013/14 | 23    | −14  | 1     | 0     | −     | −    | −      | −      | 24    | −14   |
| Нафт Тегеран | Про-лига      | 2014/15 | 26    | −25  | 2     | 0     | 11    | −13  | −      | −      | 39    | −38   |
| Нафт Тегеран | Про-лига      | 2015/16 | 19    | −12  | 0     | 0     | 1     | −2   | −      | −      | 20    | −14   |
| Персеполис   | Про-лига      | 2016/17 | 24    | −11  | ?     | ?     | 12    | −17  | −      | −      | 36    | −28   |
| Персеполис   | Про-лига      | 2017/18 | 27    | −12  | ?     | ?     | 14    | −12  | −      | −      | 41    | −24   |
| Персеполис   | Про-лига      | 2018/19 | 24    | −10  | ?     | ?     | 6     | −5   | −      | −      | 30    | −15   |
| Персеполис   | Про-лига      | 2019/20 | 14    | −10  | ?     | ?     | 2     | −4   | −      | −      | 16    | −14   |
| Антверпен    | Лига Про      | 2020/21 | 10    | −11  | 0     | 0     | −     | −    | 2      | −4     | 12    | −15   |
| Боавишта     | Примейра-лига | 2021/22 | 8     | −15  | 1     | −1    | −     | −    | −      | −      | 9     | −16   |
| Персеполис   | Про-лига      | 2022/23 | 21    | −10  | ?     | ?     | −     | −    | −      | −      | 21    | −10   |
| Персеполис   | Про-лига      | 2023/24 | 26    | −18  | ?     | ?     | 6     | −5   | −      | −      | 32    | −23   |